# Saksonia-Weimar-Eisenach
Księstwo Saksonii-Weimaru-Eisenach, od 1815 Wielkie Księstwo Saksonii-Weimaru-Eisenach (niem. Großherzogtum Sachsen-Weimar-Eisenach) – państwo niemieckie wywodzące się z księstwa Świętego Cesarstwa Rzymskiego Narodu Niemieckiego ernestyńskiej linii dynastii Wettynów, ze stolicą w Weimarze. Powstało w 1809 w wyniku połączenia przez księcia Karola Augusta księstw: Saksonii-Eisenach i Saksonii-Weimar.

## Historia
W 1815 uzyskało status wielkiego księstwa. W tym samym roku weszło w skład Związku Niemieckiego, w 1866 roku w skład Związku Północnoniemieckiego; po zjednoczeniu Niemiec w 1871 roku zostało jednym z krajów Cesarstwa Niemieckiego.
W wyniku rewolucji listopadowej w 1918 i obaleniu monarchii państwo przekształcono w Wolne Państwo Saksonia-Weimar-Eisenach (Freistaat Sachsen-Weimar-Eisenach), które dwa lata później weszło w skład Turyngii.

## Władcy
- 1809–1828: Karol August I (od 1815 wielki książę)
- 1828–1853: Karol Fryderyk (syn)
- 1853–1901: Karol Aleksander (syn)
- 1901–1918: Wilhelm Ernest (wnuk, usunięty, zm. 1923)

od 1918 republika. Tytularni wielcy książęta Saksonii na Weimarze i Eisenach:
- 1918–1923: Wilhelm Ernest
- 1923–1988: Karol August (1912–1988), syn
  - od 1988: Michał Benedykt (ur. 1946), syn
  - następca: Daniel (ur. 1975), do Saksonii